# ۱۰۰۴ (میلادی)
۱۰۰۴ (میلادی) هزار و چهارمین سال تقویم میلادی است.

## درگذشتگان
‎